# Victoria Cmilyte
Victoria Cmilyte (Šiauliai, 6 de agosto de 1983) (en lituano Viktorija Čmilytė) es una ajedrecista lituana. Es considerada la mejor ajedrecista de su país. Aspiró al cargo de diputada nacional en el Parlamento Lituano en las elecciones de dicho país de 2020, resultando elegida y ascendida posteriormente a Presidenta de mismo cuerpo por sus pares.

## Biografía
Aprendió a jugar ajedrez en su familia y de niña se convirtió en campeón de Europa en menos de 10 años en 1993 y campeona del mundo de la edad de 12 años en 1995. Estudia y tiene una inclinación por los idiomas, habla lituano, ruso, inglés y español.
Fue Campeona de Europa Individual en 2011, es Gran Maestro Internacional y Maestro Internacional Femenino. Fue dos veces campeona de Lituania en 2000 y 2005.
Contrajo matrimonio en 2001 con el también ajedrecista Alexéi Shírov, se divorcian en 2008. 
El 28 de diciembre de 2013 Cmilyte casó con el danés Peter Heine Nielsen, también ajedrecista. Es madre de cuatro hijos y reside en Lituania.

Forma parte del parlamento unicameral de Lituania, el Seimas. 